# اچ‌ام‌اس تریبون (۱۷۹۶)
اچ‌ام‌اس تریبون (۱۷۹۶) (به انگلیسی: HMS Tribune (1796)) یک کشتی است.